# Grande Acra
 Grande Acra é uma região de Gana. Sua capital é a cidade de Acra.

## Distritos
- Acra Metropolitana
- Ga do Leste
- Ga do Oeste
- Tema Municipal

## Antigos distritos
- Danme (Dangme) do Leste[1]
- Danme (Dangme) do Oeste[1]

## Demografia
| 1960    | 1970    | 1984      | 2000      | 2010      |
| 491.817 | 851.614 | 1.431.099 | 2.905.726 | 4.010.054 |